# Vlkonice (Budětice)
Vlkonice jsou malá vesnice, část obce Budětice v okrese Klatovy v Plzeňském kraji. Nachází se asi dva kilometry severně od Budětic. Je zde evidováno 45 adres. V roce 2011 zde trvale žilo 62 obyvatel.
Vlkonice jsou také název katastrálního území o rozloze 3,55 km². Katastr Vlkonic spadá do rámce přírodního parku Buděticko.

## Historie
První písemná zmínka o vesnici pochází z roku 1428.

## Obyvatelstvo
| Rok            | 1869 | 1880 | 1890 | 1900 | 1910 | 1921 | 1930 | 1950 | 1961 | 1970 | 1980 | 1991 | 2001 | 2011 | 2021 |
| -------------- | ---- | ---- | ---- | ---- | ---- | ---- | ---- | ---- | ---- | ---- | ---- | ---- | ---- | ---- | ---- |
| Počet obyvatel | 287  | 258  | 244  | 255  | 273  | 265  | 226  | 157  | 160  | 137  | 107  | 97   | 82   | 62   | 63   |
| Počet domů     | 43   | 44   | 45   | 47   | 47   | 46   | 46   | 43   | 36   | 35   | 34   | 33   | 43   | 43   | 43   |

## Obecní správa
Při sčítání lidu v letech 1850–1909 Vlkonice byly osadou obce Černíč v okrese Strakonice. V letech 1910–1975 byly samostatnou obcí, se kterým patřily nejprve do okresu Strakonice, ale v roce 1950 v okrese Horažďovice a od roku 1960 v okrese Klatovy. Od 1. ledna 1976 jsou částí obce Budětice v okrese Klatovy.

## Pamětihodnosti
- Kaplička
- Usedlosti čp. 9 a čp. 15 (kulturní památky ČR)
- Přírodní památka Vlkonice – lokalita s výskytem kriticky ohroženého hořečku mnohotvarého českého
- Ve Vlkonicích se nachází meteorologická stanice, patřící do sítě klimatologických stanic Českého hydrometeorologického ústavu, v nadmořské výšce 493 metrů a měřící od července roku 1997.

## Osobnosti
- Matěj Pavlovič (1915–1941), válečný pilot, člen polské 303. perutě RAF. Člen tzv. Českého čtyřlístku společně s Josefem Františkem, Josefem Balejkou a Wilhelmem Kosarzem - Vilémem Košařem.[10][11]

## Fotogalerie

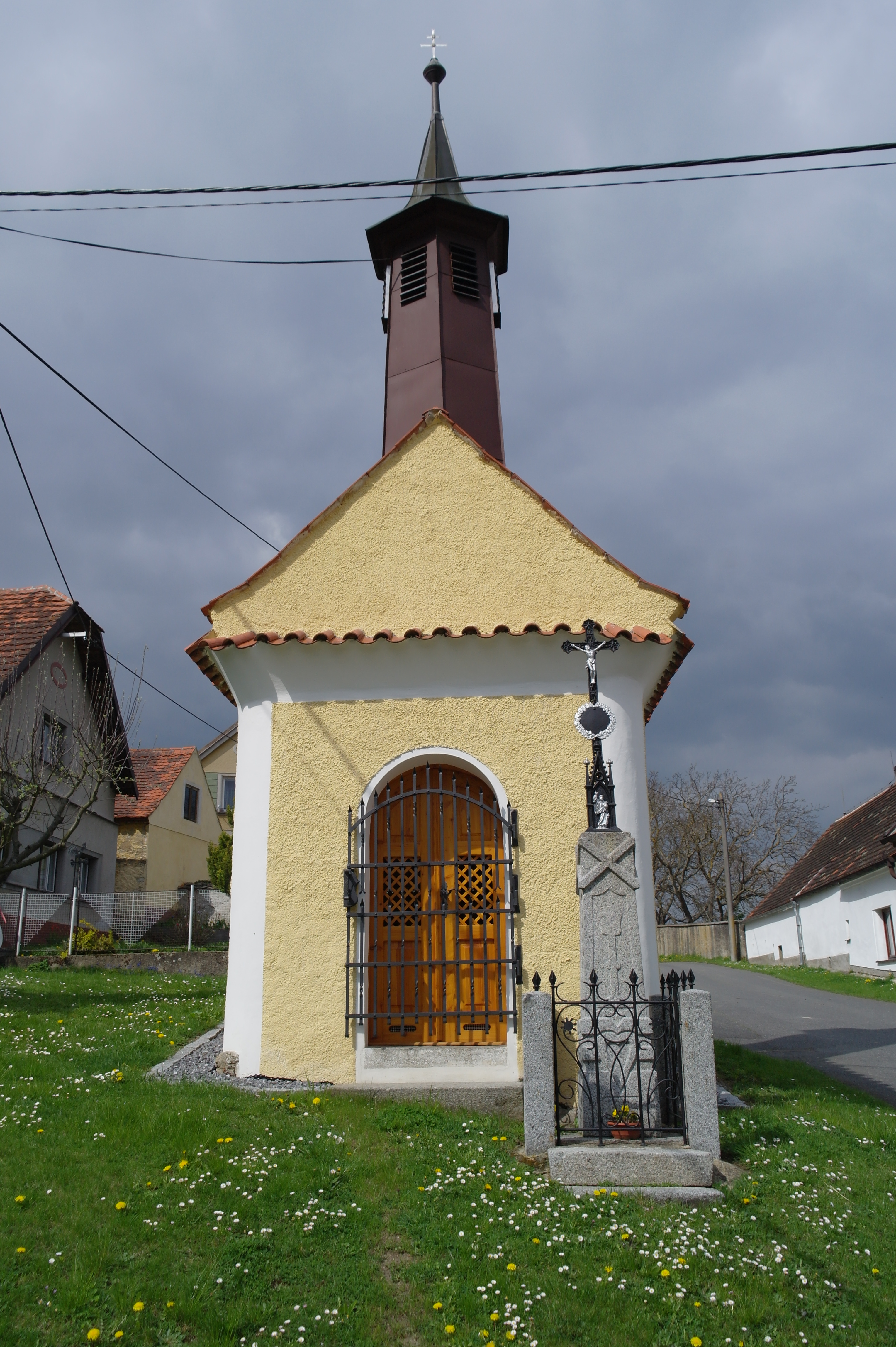
Kaplička
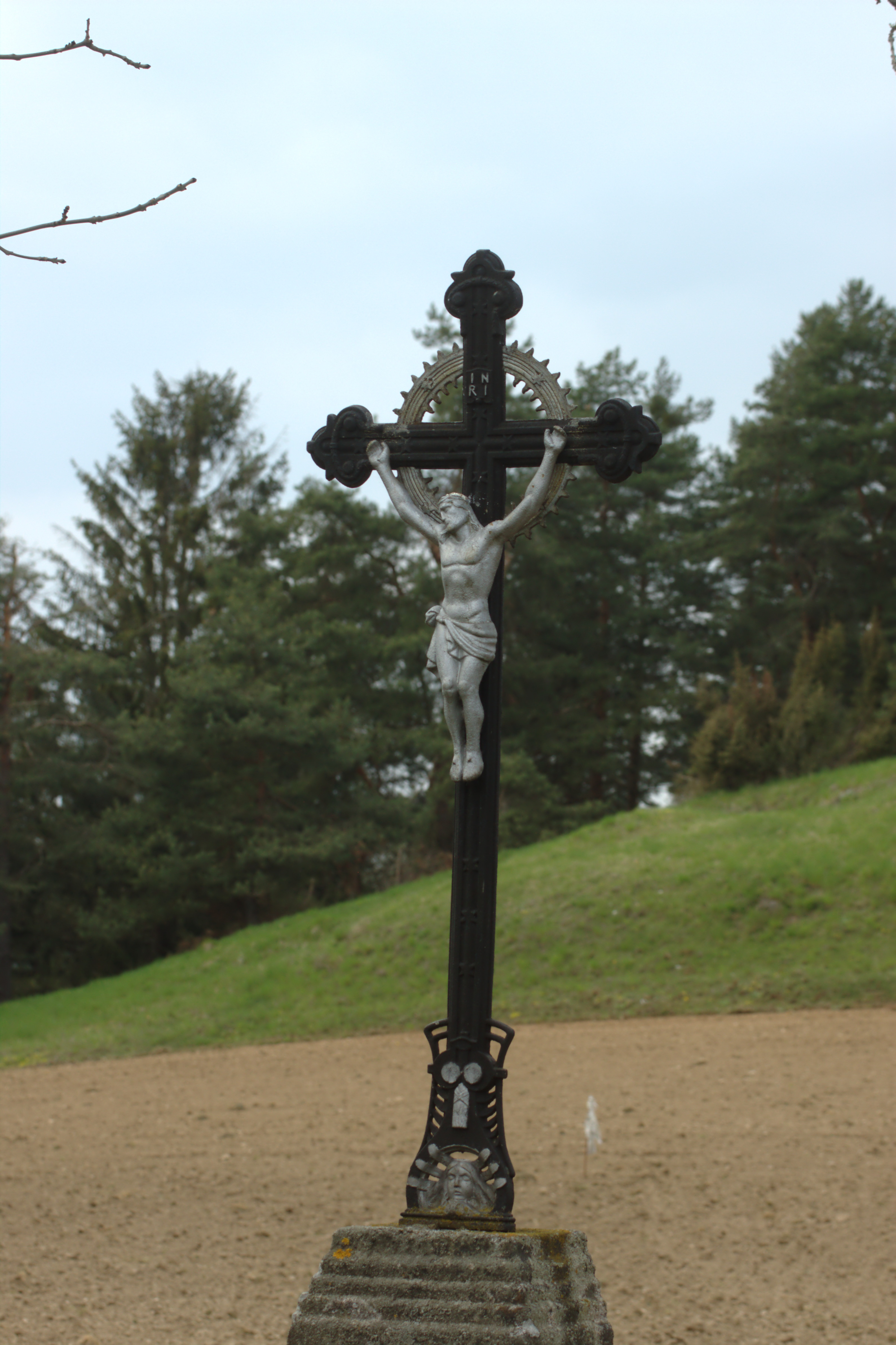
Kříž
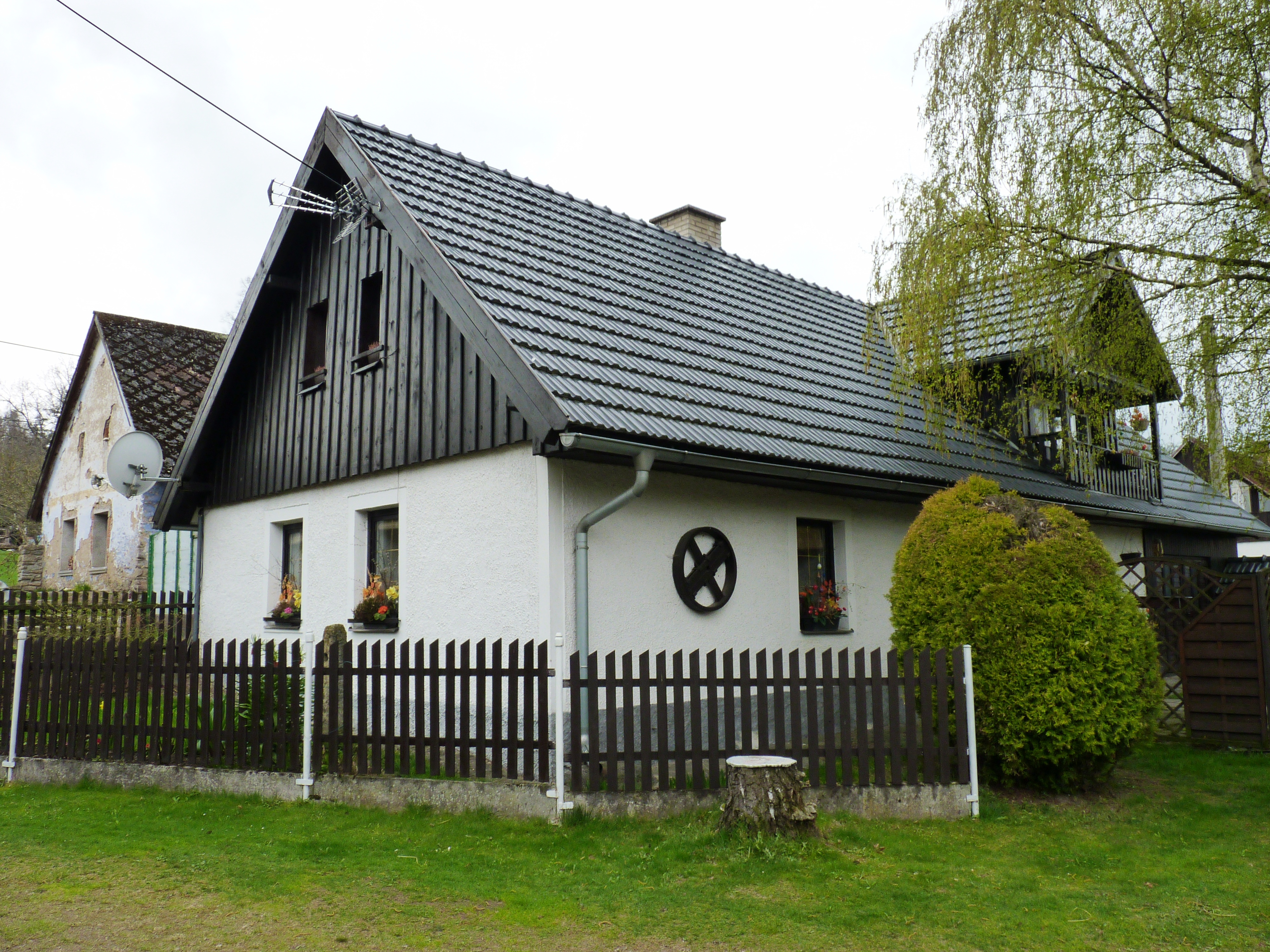
Místní chalupa